# Monterrey
För andra betydelser, se Monterrey (olika betydelser).
Monterrey är en stad i nordöstra Mexiko och är den administrativa huvudorten för delstaten Nuevo León. Staden grundades 20 september 1596 under namnet Ciudad Metropolitana de Nuestra Señora de Monterrey. Monterrey är en viktig industristad, med bland annat en väl utvecklad stålindustri.

## Stad och storstadsområde
Staden har 1 142 923 invånare (2007), med totalt 1 143 676 invånare (2007) i hela kommunen på en yta av 295 km². 
Storstadsområdet, Zona Metropolitana de Monterrey, är Mexikos tredje största och har totalt 3 797 138 invånare (2007) på en yta av 5 560 km². Området består av kommunerna Monterrey, Apodaca, García, General Escobedo, Guadalupe, Juárez, Salinas Victoria, San Nicolás de los Garza, San Pedro Garza García, Santa Catarina och Santiago.

### Shopping

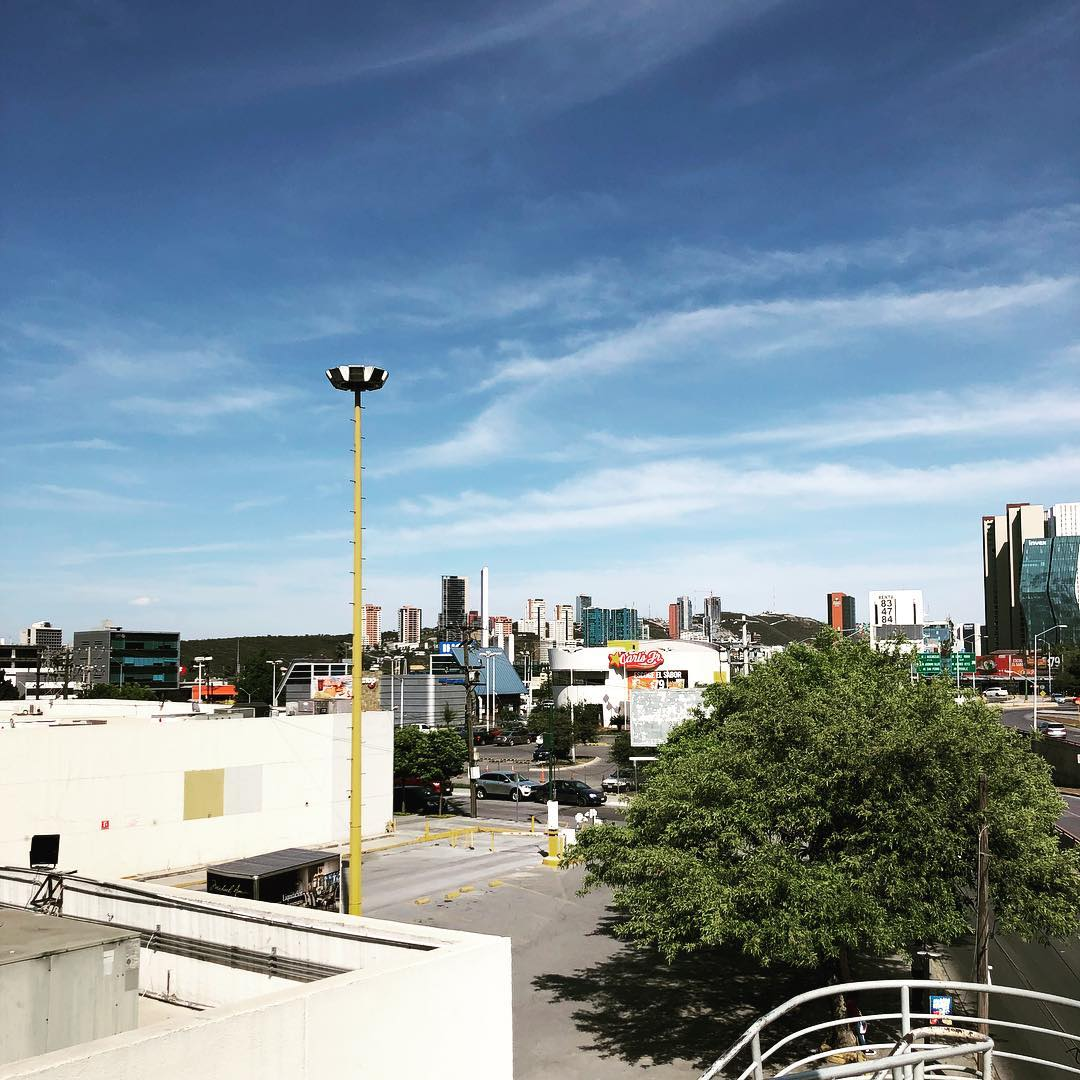
Panorama mot Macroplaza-området.

Stadens centrumkärna, runt Macroplaza erbjuder bra möjligheter för shopping.
Normal till exklusivare shopping erbjuds i någon av galleriorna;
Valle Oriente, Plaza Fiesta San Agustin, 
Gallerias Monterrey, Palacio de Hierro,
vilka alla fyra ligger något utanför själva centrumkärnan.

### Nöjen
Stadens nöjescentra återfinns i de gamla kvarteren 'Barrio Antiguo'. Här finns ett hundratal livebarer, nattklubbar, restauranger och matställen. I området "Centrito Valle" (15 min taxi från centrum) återfinns mer nattklubbar (El Alebrije, Motel, La Cabaña, La Havana).
FarWest Rodeo är en stor så kallad Rodeo, där det förekommer tjurridning (även på mekanisk tjur) Det är en relativt stor tillställning med några tusen personer per festkväll (torsdag, fredag och lördag). Det finns tre dansgolv med olika typer av musik.

### Mat
Maten i Monterrey har stort inflytande av sefardisk mat, vilket märks på att vete används mer än i andra delar av Mexiko och att mycket är tillagat genom grillning på öppen eld. Detta är ett område med stor nötköttsproduktion.  Många rätter som är typiska för området är baserade på detta kött i olika former, som cecina och machaca, som är torkat och sedan tillrett.   
De absolut bästa tacoställena är små "Taquerias" som finns lite här och var i hela staden. En taco för sex pesos (2008) är uppskattad. Cabrito (ungget) är en maträtt typisk for Monterrey och hittas på många restauranger.